# Копуляція (хімія)
Копуля́ція (рос. сочетание, англ. coupling) — хімічне перетворення, в яких субстрат вступає зі стехіометричним коефіцієнтом 2, продукт є симетричним відносно новоутвореного зв‘язку, а обидві половинки продукту походять від однакових молекул: 2 А-В → А2

## Різновиди
Такі перетворення розрізняють за прилучуваною або вилучуваною компонентою:
1. Копуляція з вилученням (англ. coupling with dettachment) — перетворення, в яких одна або більше одновалентних або багатовалентних груп або молекулярних частинок вилучаються ідентично з кожної з двох субстратних частинок, а залишкові фрагменти субстратів спаровуються.
2. Копуляція з прилученням (англ. coupling with attachment) — перетворення, в яких одна чи більше одновалентних або багатовалентних груп або молекулярних частинок ідентично прилучаються до двох ненасичених субстратних частинок і виниклі фрагменти поєднуються по місцю, що є частиною ненасиченої системи.
3. Копуляція з прилученням і вилученням (англ. coupling transformations with attachment and dettachment).

## Реакція кроскопуляції
Утворення несиметричного продукту в процесі копуляції.
RX + R'2CuLi → R–R'